# Феминистка литературна критика
Феминистката литературна критика е вид литературна критика, която ползва феминистка теория или дори допринася за нея=
Нейната история и развитие са обширни, като за начало може да се смята Джордж Елиът, мине се през феминистки области като изследвания на жените и изследвания на пола и рода, и се стигне до куиър теория и т.н.
Лайза Татъл определя феминистката теория като задаване на „нови въпроси върху стари текстове.“ Тя определя целите на феминистката литературна критика като: (1) Да развива и открива женската традиция в писането, (2) да интерпретира символите на женското писане, по начин че те да не бъдат загубени или игнорирани от мъжката гледна точка, (3) да преоткрие стари текстове, (4) да анализира жени писателки и тяхното творчество от женска гледна точка и перспектива, (5) да устои на сексизма в литературата и (6) да повиши съзнаването на половата политика на езика и стила.